# Big Time Rush (Band)/Diskografie
Diese Diskografie ist eine Übersicht über die musikalischen Werke der US-amerikanischen Boyband Big Time Rush. Den Schallplattenauszeichnungen zufolge hat sie bisher mehr als 5,5 Millionen Tonträger verkauft. Ihre erfolgreichste Veröffentlichung ist das Debütalbum B.T.R. mit über einer Million verkauften Einheiten.

## Alben

### Studioalben
| Jahr | Titel        | Höchstplatzierung, Gesamtwochen, AuszeichnungChartplatzierungen (Jahr, Titel, Platzierungen, Wochen, Auszeichnungen, Anmerkungen) | Höchstplatzierung, Gesamtwochen, AuszeichnungChartplatzierungen (Jahr, Titel, Platzierungen, Wochen, Auszeichnungen, Anmerkungen) | Höchstplatzierung, Gesamtwochen, AuszeichnungChartplatzierungen (Jahr, Titel, Platzierungen, Wochen, Auszeichnungen, Anmerkungen) | Höchstplatzierung, Gesamtwochen, AuszeichnungChartplatzierungen (Jahr, Titel, Platzierungen, Wochen, Auszeichnungen, Anmerkungen) | Höchstplatzierung, Gesamtwochen, AuszeichnungChartplatzierungen (Jahr, Titel, Platzierungen, Wochen, Auszeichnungen, Anmerkungen) | Anmerkungen                                                  |
| Jahr | Titel        | DE | AT | CH | UK | US | Anmerkungen                                                  |
| ---- | ------------ | --- | --- | --- | --- | --- | ------------------------------------------------------------ |
| 2010 | B.T.R.       | DE16 (18 Wo.)DE | AT12 (19 Wo.)AT | CH18 (13 Wo.)CH | UK14 (3 Wo.)UK | US3 Platin · (51 Wo.)US | Erstveröffentlichung: 11. Oktober 2010 Verkäufe: + 1.030.000 |
| 2011 | Elevate      | DE33 (4 Wo.)DE | AT32 (4 Wo.)AT | CH76 (2 Wo.)CH | UK72 (1 Wo.)UK | US12 Gold · (22 Wo.)US | Erstveröffentlichung: 18. November 2011 Verkäufe: + 500.000  |
| 2013 | 24/Seven     | DE42 (2 Wo.)DE | AT35 (1 Wo.)AT | CH43 (1 Wo.)CH | — | US4 (10 Wo.)US | Erstveröffentlichung: 7. Juni 2013 Verkäufe: + 30.000        |
| 2023 | Another Life | — | — | — | — | — | Erstveröffentlichung: 2. Juni 2023                           |

### Soundtracks
| Jahr | Titel                     | Höchstplatzierung, Gesamtwochen, AuszeichnungChartplatzierungen (Jahr, Titel, Platzierungen, Wochen, Auszeichnungen, Anmerkungen) | Höchstplatzierung, Gesamtwochen, AuszeichnungChartplatzierungen (Jahr, Titel, Platzierungen, Wochen, Auszeichnungen, Anmerkungen) | Höchstplatzierung, Gesamtwochen, AuszeichnungChartplatzierungen (Jahr, Titel, Platzierungen, Wochen, Auszeichnungen, Anmerkungen) | Höchstplatzierung, Gesamtwochen, AuszeichnungChartplatzierungen (Jahr, Titel, Platzierungen, Wochen, Auszeichnungen, Anmerkungen) | Höchstplatzierung, Gesamtwochen, AuszeichnungChartplatzierungen (Jahr, Titel, Platzierungen, Wochen, Auszeichnungen, Anmerkungen) | Anmerkungen                        |
| Jahr | Titel                     | DE | AT | CH | UK | US | Anmerkungen                        |
| ---- | ------------------------- | --- | --- | --- | --- | --- | ---------------------------------- |
| 2012 | Big Time Movie Soundtrack | — | — | — | — | US44 (1 Wo.)US | Erstveröffentlichung: 6. März 2012 |

Weitere Soundtracks
- 2010: Best of Season 1

### EPs
- 2010: Holiday Bundle (nur in den USA)

## Singles
| Jahr | Titel Album                        | Höchstplatzierung, Gesamtwochen, AuszeichnungChartplatzierungen (Jahr, Titel, Album, Platzierungen, Wochen, Auszeichnungen, Anmerkungen) | Höchstplatzierung, Gesamtwochen, AuszeichnungChartplatzierungen (Jahr, Titel, Album, Platzierungen, Wochen, Auszeichnungen, Anmerkungen) | Höchstplatzierung, Gesamtwochen, AuszeichnungChartplatzierungen (Jahr, Titel, Album, Platzierungen, Wochen, Auszeichnungen, Anmerkungen) | Höchstplatzierung, Gesamtwochen, AuszeichnungChartplatzierungen (Jahr, Titel, Album, Platzierungen, Wochen, Auszeichnungen, Anmerkungen) | Höchstplatzierung, Gesamtwochen, AuszeichnungChartplatzierungen (Jahr, Titel, Album, Platzierungen, Wochen, Auszeichnungen, Anmerkungen) | Anmerkungen                                                            |
| Jahr | Titel Album                        | DE | AT | CH | UK | US | Anmerkungen                                                            |
| ---- | ---------------------------------- | --- | --- | --- | --- | --- | ---------------------------------------------------------------------- |
| 2010 | Halfway There B.T.R.               | — | — | — | — | US93 Gold · (1 Wo.)US | Erstveröffentlichung: 27. April 2010                                   |
| 2010 | Big Night B.T.R.                   | — | — | — | — | US79 (1 Wo.)US | Erstveröffentlichung: 12. Oktober 2010                                 |
| 2011 | Boyfriend B.T.R. (Germany Edition) | DE49 (5 Wo.)DE | AT55 (3 Wo.)AT | — | UK76 (1 Wo.)UK | US72 Platin · (11 Wo.)US | Erstveröffentlichung: 8. Februar 2011 feat. Snoop Dogg                 |
| 2011 | Worldwide B.T.R.                   | DE81 (2 Wo.)DE | — | — | — | US— GoldUS | Erstveröffentlichung: 5. August 2011 nur in Deutschland und Österreich |
| 2012 | Windows Down –                     | — | — | — | — | US97 Gold · (1 Wo.)US | Erstveröffentlichung: 25. Juni 2012                                    |

Weitere Singles
- 2009: Big Time Rush (US: Gold)
- 2010: Any Kind of Guy (US: Gold)
- 2010: Famous
- 2010: City Is Ours
- 2010: Til I Forget About You (US: Gold)
- 2010: All I Want for Christmas
- 2010: Beautiful Christmas
- 2011: If I Ruled the World (feat. Iyaz)
- 2011: Music Sounds Better with U (feat. Mann)
- 2012: Elevate
- 2021: Call It Like I See It
- 2022: Not Giving You Up
- 2022: Fall
- 2022: Honey
- 2022: Dale Pa' Ya (mit Maffio)
- 2022: Dale Pa' Ya (mit Maffio und Gente de Zona)
- 2022: Paralyzed
- 2023: Can't Get Enough
- 2023: Waves

## Musikvideos
| Jahr | Titel                                   | Regisseur                       |
| ---- | --------------------------------------- | ------------------------------- |
| 2010 | Any Kind of Guy                         | Ryan McNeill                    |
| 2010 | City Is Ours                            | Petro                           |
| 2010 | Halfway There                           | Petro                           |
| 2010 | Big Night                               | Ed Cardenas                     |
| 2010 | Til I Forget About You                  | Isaac Rentz                     |
| 2010 | Famous                                  | Scott Fellows                   |
| 2011 | Stuck                                   | Marcus Wagner                   |
| 2011 | Boyfriend (feat. Snoop Dogg)            | Petro                           |
| 2011 | Worldwide                               | Scott Fellows                   |
| 2011 | If I Ruled the World (feat. Iyaz)       |                                 |
| 2011 | Music Sounds Better with U (feat. Mann) | Marc Klasfeld und Marcus Wagner |
| 2012 | Windows Down                            | Marc Klasfeld                   |
| 2013 | Like Nobody’s Around                    | Savage Steve Holland            |
| 2013 | Confetti Falling                        | Savage Steve Holland            |
| 2013 | 24/Seven                                | Shawn Corrigan                  |

## Unveröffentlichte Songs
Einige dieser Songs waren in der Serie zu hören, andere sind nur bei Youtube zu finden. Offiziell wurden sie jedoch nicht veröffentlicht.
| Jahr | Titel                             | Folge (Originaltitel) | Folge (Deutscher Titel) |
| ---- | --------------------------------- | --------------------- | ----------------------- |
| 2010 | Shot in the Dark                  | Big Time Terror       | Big Time – Horror       |
| 2010 | Let’s Stay in Our PJ’s            | Big Time Christmas    | Big Time – Weihnachten  |
| 2010 | 12 Days of Christmas              | Big Time Christmas    | Big Time – Weihnachten  |
| 2011 | Dance, Dance, Dance               | Big Time Beach Party  | Big Time – Strandparty  |
| 2011 | The Mom Song                      | Big Time Moms         | Big Time – Moms         |
| 2011 | Paralyzed                         | Big Time Rocker       | Big Time – Rocker       |
| 2011 | Anything Goes                     |                       |                         |
| 2011 | Intermission                      |                       |                         |
| 2012 | Moving Up to Bel Air              | Bel Air Rush          | Big Time – In Bel Air   |
| 2012 | Words Mean Nothing                |                       |                         |
| 2012 | Falling Apart (feat. Wiz Khalifa) |                       |                         |
| 2012 | Blink                             |                       |                         |
| 2013 | Featuring You                     |                       |                         |
| 2013 | She Drives (feat. RAS)            |                       |                         |
| 2013 | Cruise Control                    |                       |                         |
| 2013 | As Long as I Believe              |                       |                         |
| 2013 | My Song for You                   |                       |                         |
| 2013 | Young Love (Jedward-Cover)        |                       |                         |
| 2013 | Anything (Ryan-Tedder-Cover)      |                       |                         |
| 2013 | Worldwide (Spanische Version)     |                       |                         |

## Statistik

### Chartauswertung
|                     | DE    | AT    | CH    | UK    | US    |
| ------------------- | ----- | ----- | ----- | ----- | ----- |
| Nummer-eins-Alben   | DE—DE | AT—AT | CH—CH | UK—UK | US—US |
| Top-10-Alben        | DE—DE | AT—AT | CH—CH | UK—UK | US2US |
| Alben in den Charts | DE3DE | AT3AT | CH3CH | UK2UK | US4US |

|                       | DE    | AT    | CH    | UK    | US    |
| --------------------- | ----- | ----- | ----- | ----- | ----- |
| Nummer-eins-Singles   | DE—DE | AT—AT | CH—CH | UK—UK | US—US |
| Top-10-Singles        | DE—DE | AT—AT | CH—CH | UK—UK | US—US |
| Singles in den Charts | DE2DE | AT1AT | CH—CH | UK1UK | US4US |

### Auszeichnungen für Musikverkäufe
| Goldene Schallplatte - Mexiko - 2011: für das Album B.T.R. - 2013: für das Album 24/Seven |

Anmerkung: Auszeichnungen in Ländern aus den Charttabellen bzw. Chartboxen sind in ebendiesen zu finden.
| Land/RegionAuszeichnungen für Musikverkäufe (Land/Region, Auszeichnungen, Verkäufe, Quellen) | Gold     | Platin     | Verkäufe  | Quellen         |
| -------------------------------------------------------------------------------------------- | -------- | ---------- | --------- | --------------- |
| Mexiko (AMPROFON)                                                                            | 2× Gold2 | —          | 60.000    | amprofon.com.mx |
| Vereinigte Staaten (RIAA)                                                                    | 7× Gold7 | 2× Platin2 | 5.500.000 | riaa.com        |
| Insgesamt                                                                                    | 9× Gold9 | 2× Platin2 |           |                 |